# یانوش مارتینک
یانوش مارتینک (انگلیسی: János Martinek؛ زادهٔ ۲۳ مهٔ ۱۹۶۵) ورزشکار پنج‌گانه مدرن اهل مجارستان بود.
وی در مسابقات کشوری و بین‌المللی در مجموع برندهٔ ۵ مدال طلا، ۲ مدال برنز شده‌است.